# Арсен (супермаркет)

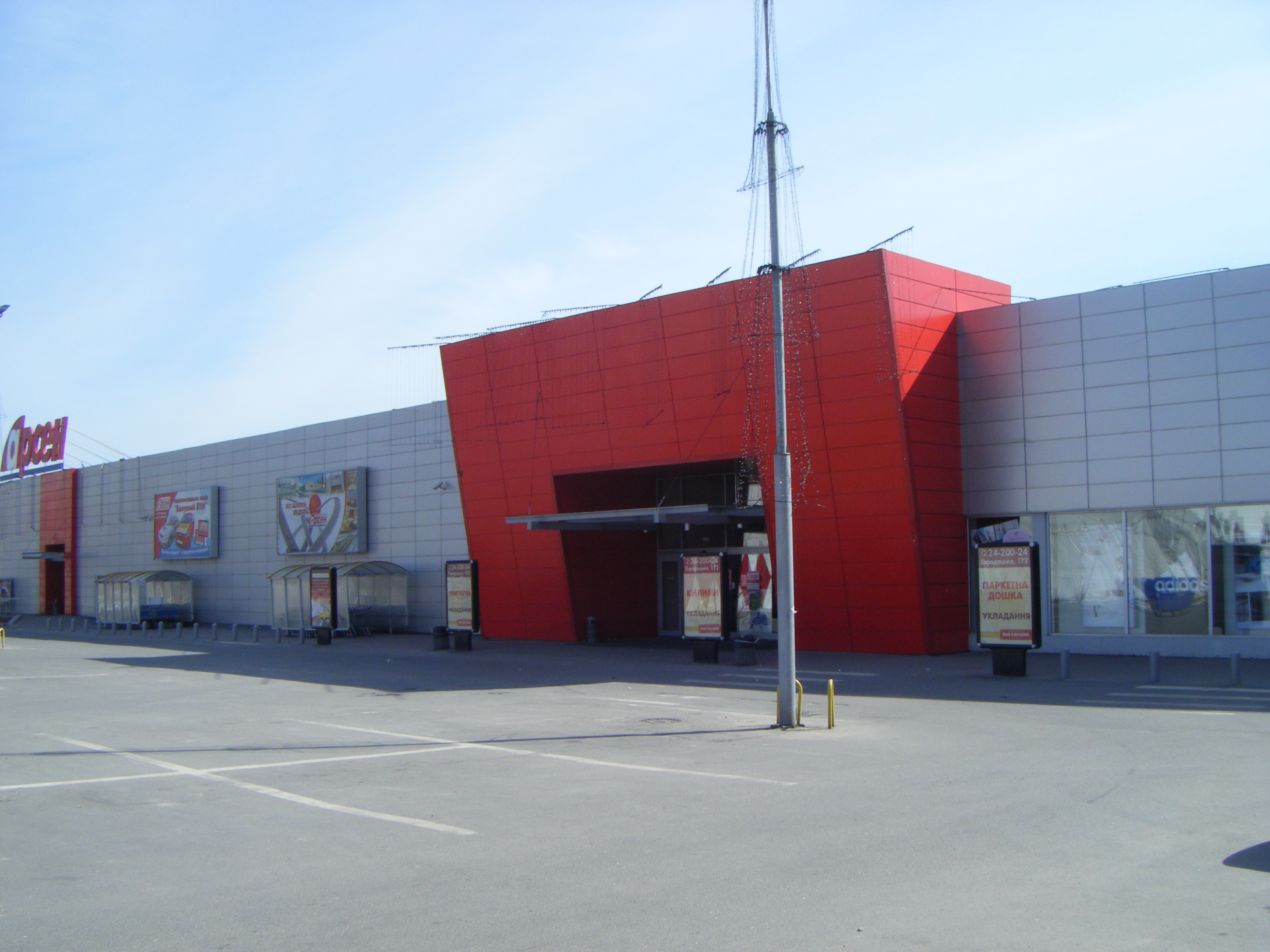
Супермаркет Арсен у Львові на вул. Науковій (2010)

«Арсе́н» — мережа супермаркетів компанії «Євротек». Перший «Арсен» відкрито у Львові в червні 2002 року. Крамниці мережі присутні у Львові (шість супермаркетів), Івано-Франківську та Рівному (по одному).
У 2009 році мережа супермаркетів «Арсен» та загалом вся інфраструктура «Інтермаркет» з початком фінансової скрути опинилися у складному становищі. Як наслідок львівський бізнесмен Роман Шлапак, засновник і власник 90 % акцій торговельної компанії «Інтермаркет», продав свою мережу київській торговельній фірмі «Євротек».